# Gornja Grlica
Gërlicë e Epërme en albanais et Gornja Grlica en serbe latin (en serbe cyrillique : Горња Грлица) est une localité du Kosovo située dans la commune/municipalité de Kaçanik/Kačanik, district de Ferizaj/Uroševac (Kosovo) ou district de Kosovo (Serbie). Selon le recensement kosovar de 2011, elle compte 387 habitants, tous albanais.

## Démographie

### Évolution historique de la population dans la localité
| 1948 | 1953 | 1961 | 1971 | 1981 | 1991 | 2011 |
| ---- | ---- | ---- | ---- | ---- | ---- | ---- |
| 141  | 166  | 182  | 257  | 333  | 374  | 387  |

|  |